# 어우루이웨이
어우루이웨이(歐瑞偉, 구서위, 영문명은 Jimmy Au, 1961년 12월 10일 ~ )의 중화인민공화국 홍콩 특별행정구의 영화배우, 무술가, 텔레비전 연기자이다.

## 생애
홍콩에서 출생하였고 지난날 한때 중화인민공화국 광둥성 선전 시 다펑 촌에서 잠시 유아기를 보낸 적이 있다. 1980년 무술 문파에 입문하여 무술가로 활동하다가 1985년 영화 《벽력십걸(霹靂十傑)》의 단역으로 영화배우 데뷔하였고 이듬해 1986년 텔레비전 드라마에 첫 출연하였으며 한때 중화인민공화국 본토와 말레이시아의 텔레비전 드라마에도 소수 출연한 바 있다.

## 같이 보기
- 왕쥔탕
- 셴하오잉